# Утка (река, впадает в Охотское море)
Утка — река на полуострове Камчатка в России. Впервые нанесена на карту С. У. Ремезовым в 1701 году.
Длина реки — 96 км. Площадь водосборного бассейна — 788 км². Протекает по территории Усть-Большерецкого района Камчатского края. Впадает в Охотское море.
Гидроним произошёл от ительменского Ууткыг, что предположительно означает «лесная река».

## Притоки
Объекты перечислены по порядку от устья к истоку.
- 12 км: Вторая Иконка
- 17 км: Первая Иконка
- 23 км: Шиткошка
- 36 км: Ишала (Начилова)
- 49 км: река без названия
- 57 км: река без названия
- 65 км: река без названия
- 79 км: Начилова

## Данные водного реестра
По данным государственного водного реестра России относится к Анадыро-Колымскому бассейновому округу.
По данным геоинформационной системы водохозяйственного районирования территории РФ, подготовленной Федеральным агентством водных ресурсов:
- Код водного объекта в государственном водном реестре — 19080000212120000027072